# Elsie Ward
Elsie Ward (aussi connue comme Elsie Ward Hering ; 1872-1923) est une sculptrice américaine née à Fayette, dans le Missouri. 

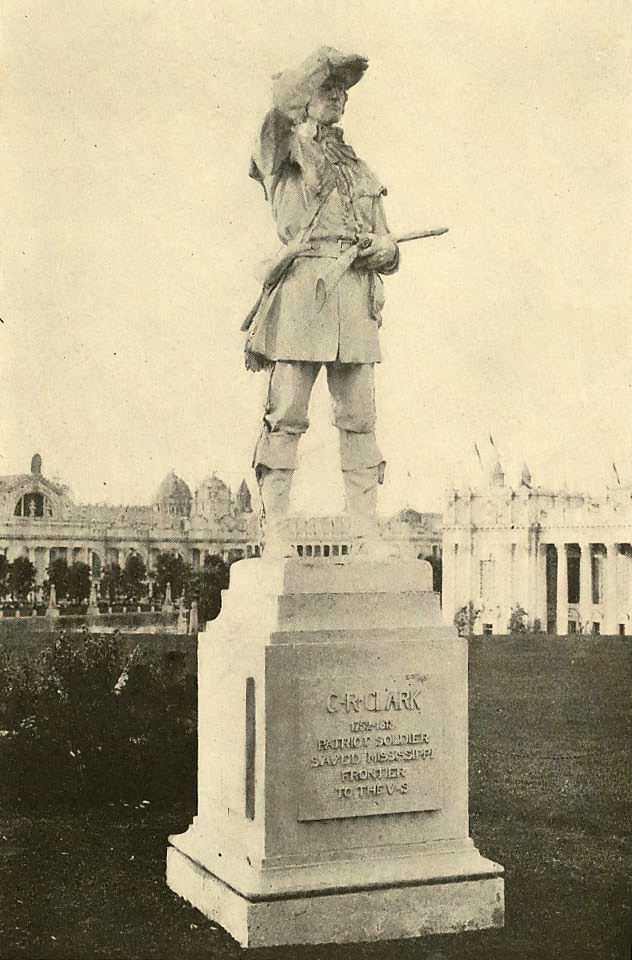
George Rogers Clark, 1904

## Biographie
Elsie Ward a commencé ses études d'art à Denver, dans le Colorado avec Preston Pouvoirs. Après avoir déménagé à New York, elle a participé à l'Art students League, où elle étudie avec Daniel Chester French, H. Siddons Mowbray, et le médailleur et sculpteur Augustus Saint-Gaudens. Tout en travaillant pour Saint-Gaudens, elle a rencontré un de ses assistants, le sculpteur Henry Hering (en) avec qui elle se marie en 1910. Elle a ensuite obtenu un poste pour exécuter certaines des commandes de Saint-Gaudens à la suite de la mort de ce dernier en 1907. Après son mariage avec Henry Hering, elle a rarement travaillé de façon indépendante, mais assiste son mari sur ses projets sculpturaux .

## Œuvres
- Le Garçon à la grenouille (Boy with frog), obtient la médaille de bronze à l'Exposition universelle de Saint-Louis en 1904. Actuellement au Brookgreen Gardens en Caroline du Sud.
- George Rogers Clark, statue exposée à l'exposition de Saint-Louis, 1904.